# 소마 곳코

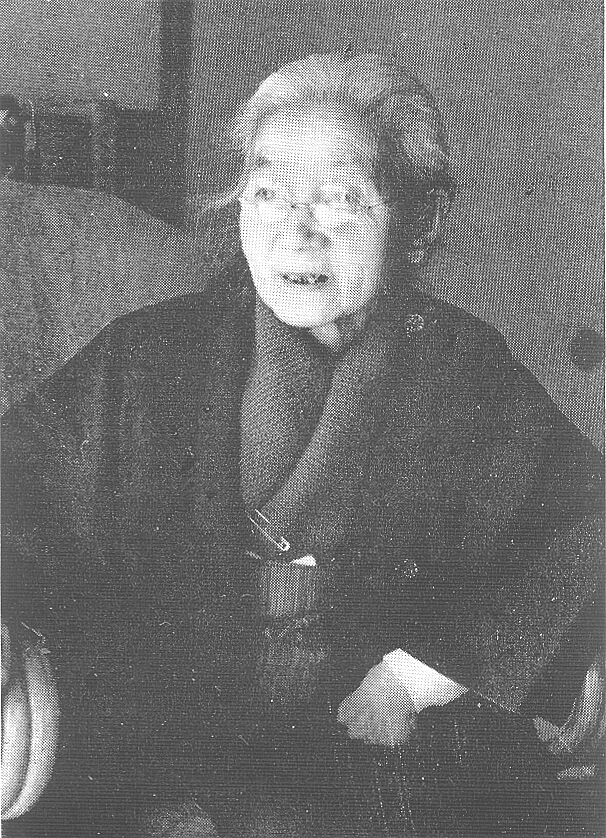
소마 곳코

소마 곳코(일본어: 相馬 黒光: 1876년 9월 12일-1955년 3월 2일)는 일본의 사업가다. 남편 소마 아이조와 함께 신주쿠 나카무라야를 창업했다. 일본식 크림빵의 개발자. "콧코(흑광)"은 호이고 본명은 료(良)다. 결혼하기 전 구성은 호시(星).
센다이번사 호시 기시로(星喜四郎)의 3녀로 오늘날의 센다이시에서 태어났다. 부친은 원래 타다(多田)가 사람이었으나 호시가에 데릴사위로 들어갔다. 호시 료는 소녀 시절부터 요코하마 밴드 출신인 오시카와 마사요시의 교회 "센다이 일본기독교회"에 다녔고, 기독교 신앙을 가져서 12세에 세례를 받았다. 외조부는 한학자 호시 유우키이고 모친은 그 3녀다. 호시 유우키의 5녀로 호시 료의 이모인 사사키 토요쥬는 여권운동가로 활동했다.
소학교 초등과를 졸업한 후 재봉학교에 들어갔지만 진학을 강하게 희망하여 1891년 학비가 싼 미션스쿨인 미야기 여학교(현 미야기학원 중고등학교)에 입학했다. 그러나 미국식 교육의 강요에 반발한 학생들이 학내분규를 일으키자 거기에 연좌하고 자퇴했다. 이후 요코하마의 훼리스 영화여학교(현 훼리스여학원 중고등학교)로 전학했다. 그러다 메이지 여학교 강사 호시노 텐치와 알게 된 것을 계기로 문학에 심취, 미션스쿨의 학풍에 질려 퇴학하고 1895년 호시노, 키타무라 토코쿠, 시마자키 토손 등이 강사로 있는 도쿄 메이지 여학교로 전학하여 1897년 졸업했다. 메이지 여학교 재학 중 시마자키의 수업을 받았고, 사촌여동생 사사키 노부코를 통해 쿠니키다 돗포와도 교제하여 문학에 대한 시야를 넓혔다. "흑광(콧코)"이라는 호는 은사인 메이지 여학교 교두에게 받은 것으로, 아름다운 성품이 너무 격렬하니 “넘치는 재기를 약간 검게 숨기라”는 뜻으로 붙여준 것으로 알려져 있다.
졸업 후 얼마 되지 않아 1898년 나가노현에서 양잠 사업가로 활약하던 기독교도 소마 아이조와 결혼하고 아이조의 고향 아즈미노에 살게 되었다. 그러나 농업과 양잠은 콧코의 기질에 맞지 않아 건강을 해쳤고, 또 농촌의 분위기에 적응할 수 없어서 요양을 위해 상경, 도쿄에 정착했다. 남 밑에 취직하고 싶어하지 않은 남편의 뜻을 따라 1901년 도쿄 혼고에 작은 빵가게인 "나카무라옥(中村屋)"을 개업했다. 1904년 크림빵을 개발했다. 1907년 신주쿠로 이전하고 1909년 신주쿠역 근처에 개점했다.
남편과 함께 중화만두, 월병, 인도식 카레 등 신제품을 고안하고 끽다부(오늘날의 까페)를 신설하는 등 사업에 힘쓰는 한편, 회화와 문학 등을 즐기는 살롱을 만들어 오기와라 로쿠잔, 나카무라 츠네, 타카무라 코타로, 토바리 코간, 키노시타 타오에, 마츠이 스마코, 아이즈 야이치 등이 왕래하는 교류의 장을 제공했다. 특히 남편의 친구인 오기와라의 후원자가 되어서, 오기와라의 작품 『여자(女)』상은 소마 콧코를 모델로 한 것이라 한다. 또한 망명한 인도 독립운동가 라시 비하리 보스를 보호해주었고 장녀 토시코와 그를 결혼시켰다. 또 러시아 망명시인 바실리 예로센코도 받아들여 그에게 러시아어를 배웠다.
남편이 사망한 이듬해인 1955년 사망했다. 향년 78세.

## 인맥
장녀 토시코(俊子)는 인도 독립운동가 라시 비하리 보스와 결혼해서 슬하 2명을 낳았다. 장남 야스오(安雄)는 가업인 신주쿠 나카무라야를 물려받아 2대 사장이 되었다. 그 밖에 친자식을 딸 세명, 아들 네 명을 더 낳았고, 이종사촌 사사키 노부코와 쿠니키다 돗포의 딸 우라코(浦子)를 양녀로 거두었다.
일본군 육군대장 타다 하야오는 콧코의 부친의 사촌으로, 항렬상 콧코의 5촌 종숙이지만 콧코보다 6세 연하라서 타다가 콧코를 백모(伯母)라고 불렀다.
부친의 백모 사토 오토미(佐藤をとみ)는 중국의 정치인문학자 궈모뤄의 둘째 부인이다.